# Любомін (гміна Мрози)
Любомін (пол. Lubomin) — село в Польщі, у гміні Мрози Мінського повіту Мазовецького воєводства.
Населення — 116 осіб (2011).
У 1975-1998 роках село належало до Седлецького воєводства.

## Демографія
Демографічна структура станом на 31 березня 2011 року:
|          | Загалом | Допрацездатний вік | Працездатний вік | Постпрацездатний вік |
| -------- | ------- | ------------------ | ---------------- | -------------------- |
| Чоловіки | 57      | 14                 | 39               | 4                    |
| Жінки    | 59      | 16                 | 26               | 17                   |
| Разом    | 116     | 30                 | 65               | 21                   |